# Coraline Vitalis
Coraline Vitalis (født 9. maj 1995) er en fransk fægter.
Hun repræsenterede Frankrig under sommer-OL 2020 i Tokyo, hvor hun blev elimineret i anden runde.
Under sommer-OL 2024 som blev afholdt i Paris, vandt hun sølv i damernes holdkonkurrence.